# Pietro Morando (scultore)
Pietro Morando (... – XVIII secolo) è stato uno scultore italiano.

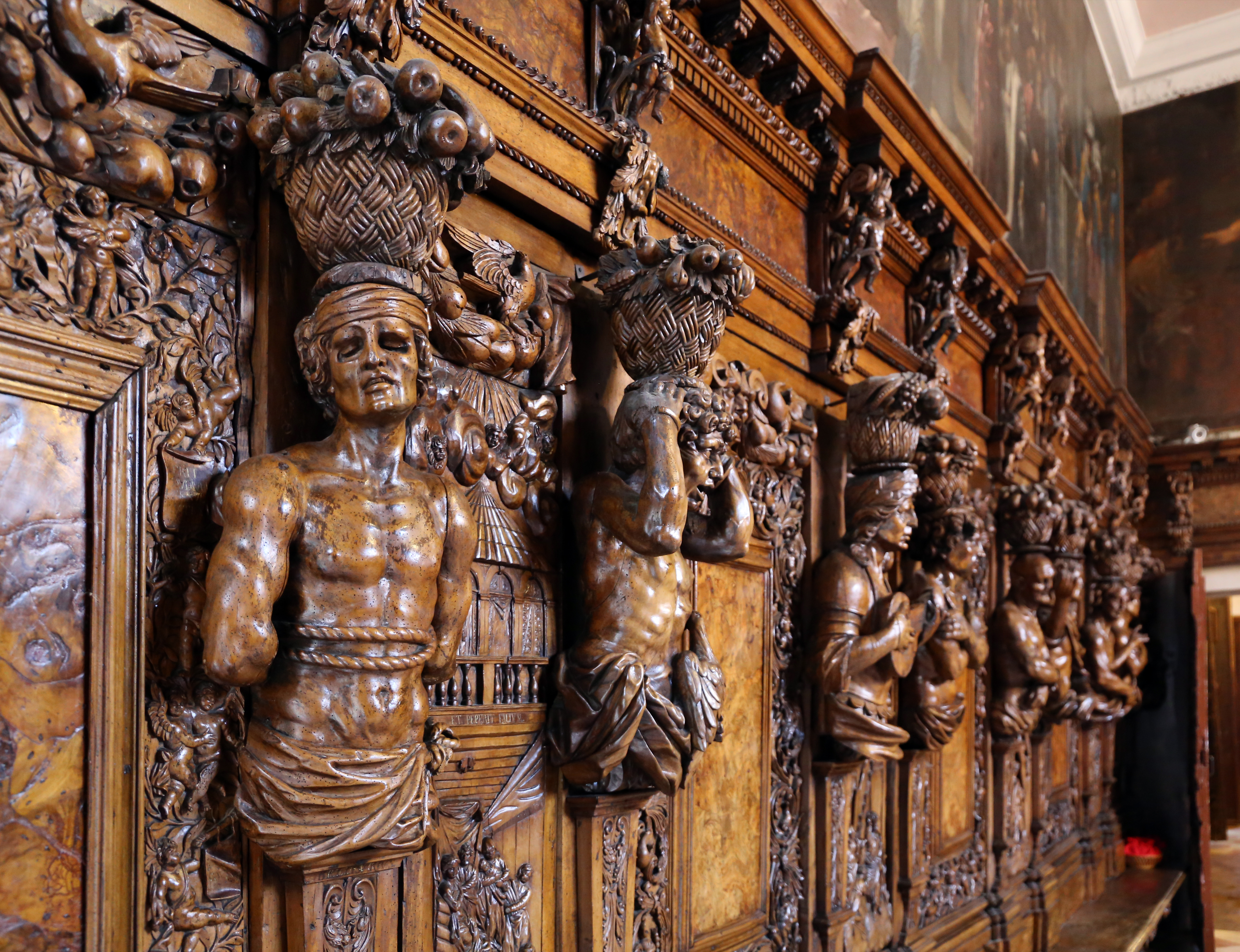
Dossali della sagrestia di San Pietro a Murano

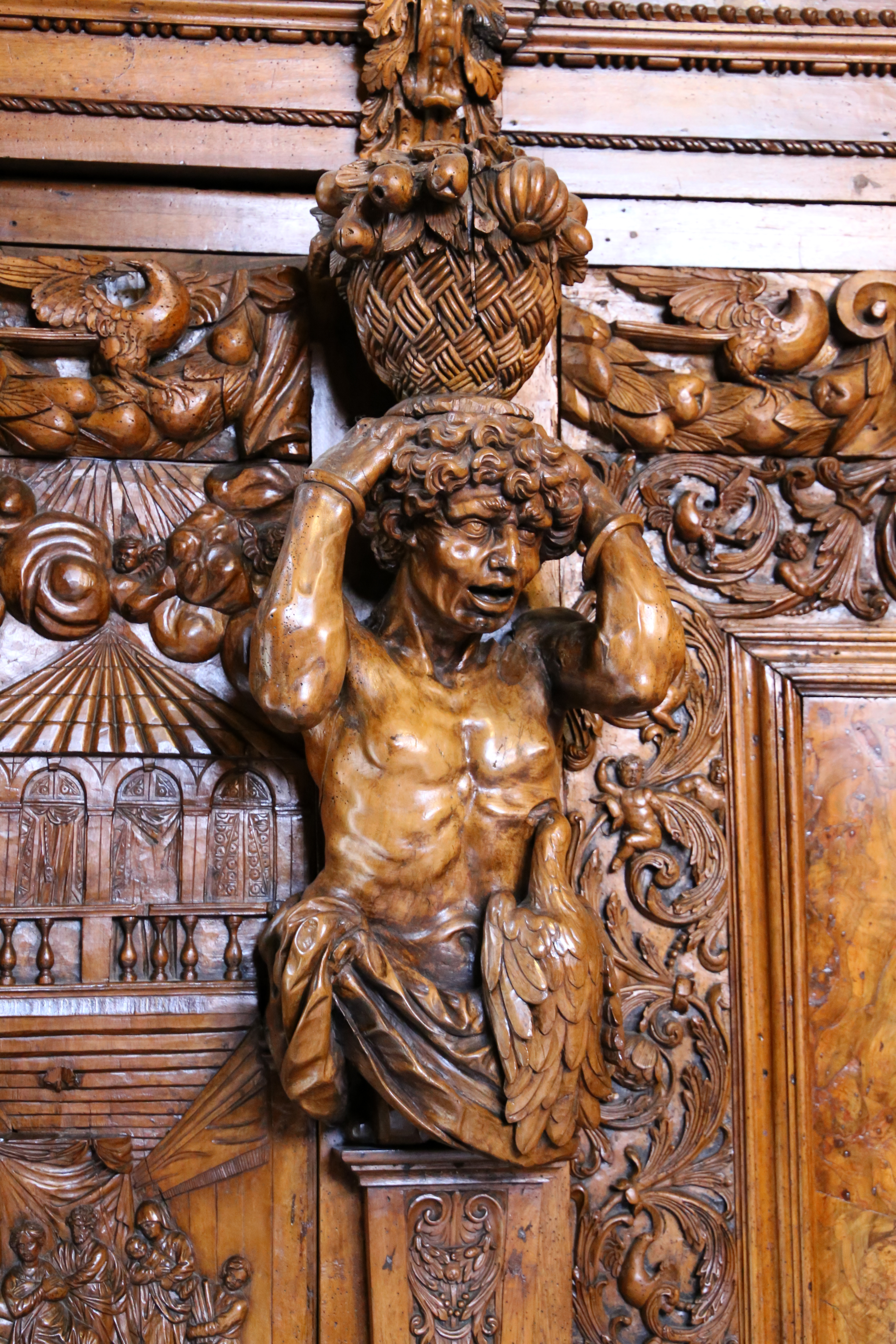
Prometeo

Chiamato Paolo Morando dal Bacchi è documentato a Venezia dal 1652 al 1672.
Intagliatore maestro di Marchiò Molziner, è noto soltanto per i dossali lignei con Episodi della vita di San Giovanni Battista, intervallati da telamoni allegorici, databili dal 1652 o 1664 al 1672, oggi ricomposti nella Sagrestia della chiesa di San Pietro Martire a Murano per volere di don Stefano Tosi, canonico di Torcello (1813-20). Tale complesso scultoreo si trovava in origine nella sala dell'Albergo della vicina Scuola di san Giovanni dei Battuti di Murano, edificio soppresso nel 1810.
In Otto giorni a Venezia di Antonio Quadri del 1821 è citata l'opera del Morando nella sagrestia della chiesa de' Ss. Pietro e Paolo a Murano: Intagli in legno adornano le pareti, rappresentano la vita di S. Giovanni Battista, e varie figure d'Imperatori e di Filosofi opere di Pietro Morando anno 1652.
Partecipò anche assieme a Francesco Fanoli e Zuane Salvetti ai lavori di intaglio della poppa, galleria ed interni della nave pubblica Costanza Guerriera nell'Arsenale. 
Risulta avere avuto una bottega propria nel 1671 ed attivo ancora nel 1712.